# Fred Spillmann
Fred Spillmann (* 8. März 1915 in Basel; † 18. September 1986 ebenda) war ein Schweizer Modeschöpfer.

## Leben und Werk
Fred Spillmann war ein Sohn des Confiseurs Heinrich Spillmann (1877–1957) und der Clara Rosa, geborene Hummel (1887–1970).
Von 1930 bis 1931 besuchte Fred Spillmann Kurse an der Allgemeinen Gewerbeschule Basel. 1931 war er an der Kunstschule von Albert Reimann in Berlin. In Paris lernte er seinen Lebenspartner, den Pâtissier André Louis Peguillet, genannt Péghy (1918–2014), kennen. Ab 1932 arbeitete Spillmann zuerst im Haute-Couture-Salon Philippe & Gaston und anschliessend bei Elsa Schiaparelli. Weitere Studienreisen führten ihn nach Wien und Budapest.

1936 liess sich Spillmann in Basel nieder und eröffnete 1937 im elterlichen Haus am Rheinsprung seinen Couture-Salon. Von 1949 bis 1986 führte er im Erdgeschoss eine Boutique und veranstaltete bis zu seinem Tod jährlich zwei Modeschauen, bei denen er seine exzentrischen wie auch klassischen Modelle und Accessoires zeigte. Spillmann beschäftigte zeitweise bis zu sechzig Personen. Zu seinen Kundinnen gehörten zahlreiche Frauen aus dem Basler Daig sowie Kunstschaffende wie Dorette Huegin und die mit Spillmann befreundete Malerin Irène Zurkinden. Die ausländischen Kundinnen waren u. a. Grace Kelly, Josephine Baker und Marlene Dietrich.

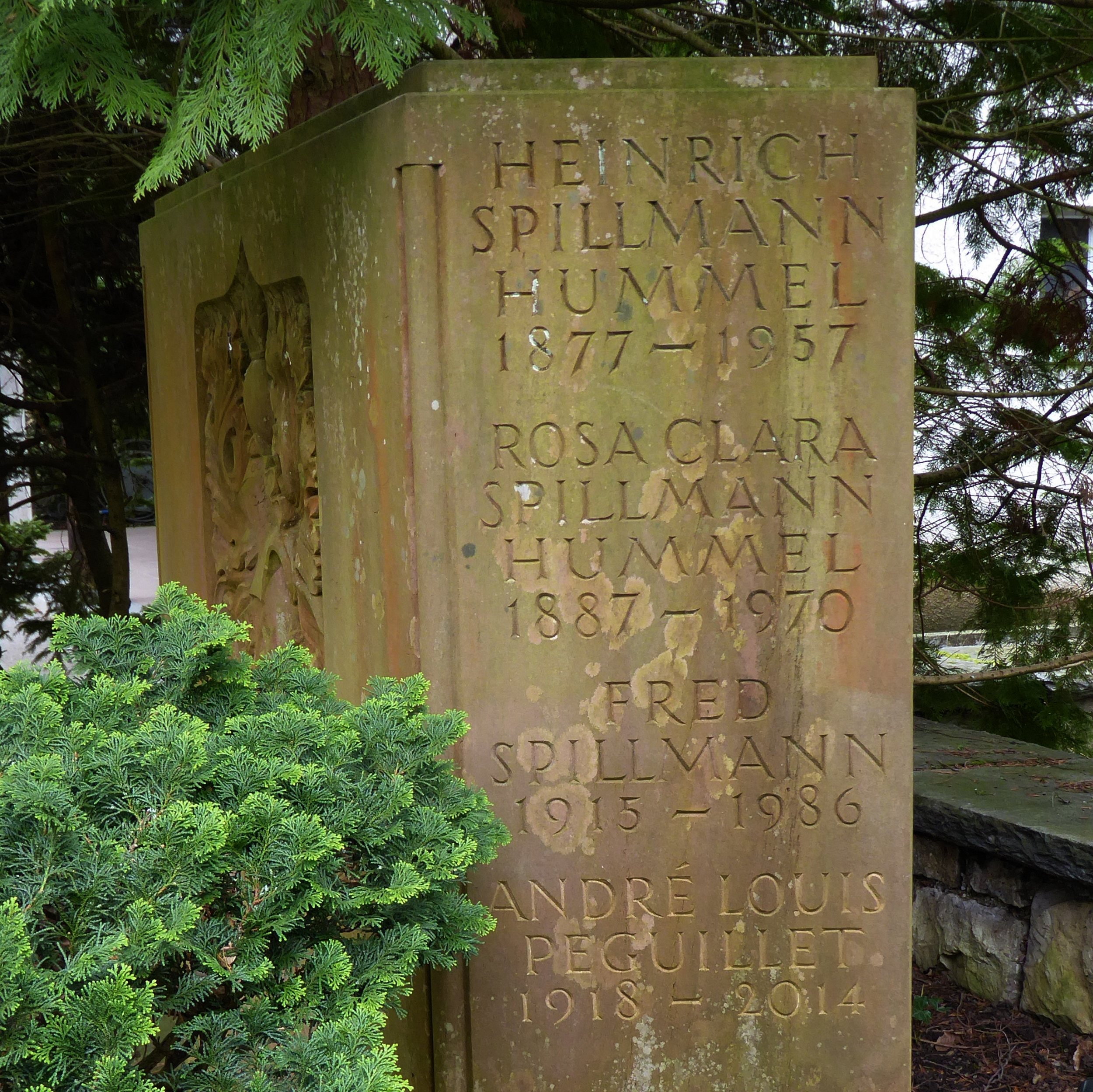
Familiengrab, Friedhof am Hörnli

Die sogenannten «Bändeli Kleider» – horizontale, parallel gelegte und auf Trägergewebe genähte Bänder, die den Stoff ersetzten – waren Spillmanns Markenzeichen. 1958 entwarf Spillmann das Ballkleid «Parterre de roses», das sich durch höchste Eleganz und Kunstfertigkeit auszeichnet. 1965 nahm das Schweizerische Landesmuseum das Kleid in seinen Bestand auf. Später kamen noch weitere Kleider von Spillmann in die Museumssammlung. Eine umfassende Sammlung von Spillmann-Kreationen besitzt auch das Historische Museum Basel.
Fred Spillmann verstarb nach der Generalprobe seiner 100. Kollektion infolge einer Lungenembolie. Seine letzte Ruhestätte fand er wie sein Lebenspartner Péghy, der Architekt Robert Tschaggeny (1891–1918), Spillmanns Eltern, seine Schwester Katharina (1908–1975) und deren Ehemann Max Laubscher (1902–1957) im Familiengrab auf dem Friedhof am Hörnli.
Am 1. Juli 1987 ging der Total-Ausverkauf der Ateliers und der von Spillmanns Lebensgefährten Monsieur Péghy geleiteten und geschmückten Boutique zu Ende. Anlässlich Spillmanns 100. Geburtstags stellte das Historische Museum Basel Kreationen aus allen Phasen seiner Schaffenszeit aus. Fred Spillmanns Nichte ist die Modedesignerin Daniela Spillmann.